# Crassivesica brochus
Crassivesica brochus là một loài bướm đêm trong họ Noctuidae.